# پیج کندی
پیج کندی (انگلیسی: Page Kennedy؛ زادهٔ ۲۳ نوامبر ۱۹۷۶) یک هنرپیشه اهل ایالات متحده آمریکا است.
او در فیلم در میکس و شگفت‌انگیز عجیب بازی کرده‌است.